# 恩恤金評議局
恩恤金評議局 （英語：Pensions Assessment Board）於1987年根據香港法例第202章《陸軍義勇軍及海軍義勇軍恩恤金條例》第3條的規定成立的香港公營機構，負責處理前香港義勇軍的恩恤金申請。主席是庫務署署長。